# Patrick Thoresen
Patrick Thoresen (Hamar, 7 novembre 1983) è un hockeista su ghiaccio norvegese di ruolo ala.

## Palmarès

### Club
- Coppa Gagarin: 2

 Salavat Julaev: 2010-11
 SKA Pietroburgo: 2014-15
- Campionato norvegese: 1

 Storhamar Dragons: 1999-00

### Nazionale
- Campionato del mondo - Prima divisione:

 Norvegia: 2005
- Campionato del mondo - Prima divisione:

 Norvegia: 2004
- Campionato del mondo Under-20 - Prima divisione

 Norvegia U-20: 2002

### Individuale
- Kontinental Hockey League:

2009-10, 2010-11: All-Star Game
2009-10: Best Plus/Minus (+45)
2010-11: Playoffs Best Plus/Minus (+11)
2010-11: Playoffs Most Assists (15)
- Lega Nazionale A:

2008-09: All-Star Team
- Quebec Major Junior Hockey League:

2002-03: Most Assists (75)
2002-03: Most Sportsmanlike Player "Frank J. Selke Trophy"
- Central Hockey League:

2001-02: Top Prospects Game
- Campionato del mondo:

2009-10, 2011-12: Top 3 Player on Team
2011-12: All-Star Team
- Norwegian Player of the Year (Gullpucken):

2008-09, 2011-12, 2014-2015, 2023-2024